# ستان ديفيد
ستان ديفيد (بالإنجليزية: Stan David)‏ هو لاعب كرة قدم أمريكية أمريكي، ولد في 17 فبراير 1962 في نورث بلات في الولايات المتحدة.

## وصلات خارجية
- ستان ديفيد على موقع مرجع كرة القدم المحترفة.كوم (الإنجليزية)